# 星形线

星形线

繪製星形线

星形线（astroid）或稱為四尖瓣線（tetracuspid），是一個有四個尖點的內擺線，也屬於超橢圓的一種。所有星形线皆可以依以下的方程式比例縮放而得：
{\displaystyle x^{\frac {2}{3}}+y^{\frac {2}{3}}=a^{\frac {2}{3}}.\,}
其英文名稱得名自希臘文的「星星」，星形线幾乎和橢圓的渐屈线相同。
若讓一個半徑為{\displaystyle {\frac {1}{4}}}的圓在一個半徑為1的圓內部，延著圓的圓周旋轉，小圓圓周上的任一點形成的軌跡即為星形线。星形线的參數方程為：
{\displaystyle x=a\cos ^{3}\theta ,\qquad y=a\sin ^{3}\theta .}
星形线是一個幾何虧格為0代數曲線的實數軌跡，其方程式如下：
{\displaystyle (x^{2}+y^{2}-1)^{3}+27x^{2}y^{2}=0.\,}
因此星形线為六次曲線，在實數平面上有四個尖瓣的奇点，分別是星形线的四個頂點，在無限遠處還有二個複數的尖瓣的奇點，四個重根的複數奇點，因此星形线共有十個奇点。
星形线的對偶曲線是十字架形曲線，其方程式為{\displaystyle \textstyle x^{2}y^{2}=x^{2}+y^{2}.}。星形線的渐屈线為另一個二倍大的渐屈线。
一個半徑為{\displaystyle a}之圓的內擺線構成的星形线，其面積為{\displaystyle {\frac {3}{8}}\pi a^{2}}，周長為{\displaystyle 6a}。

## 外部連結
- 埃里克·韦斯坦因. . MathWorld.
- "Astroid" at The MacTutor History of Mathematics archive （页面存档备份，存于）
- "Astroïde" at Encyclopédie des Formes Mathématiques Remarquables （页面存档备份，存于） (in French)
- Article on 2dcurves.com
- Visual Dictionary Of Special Plane Curves, Xah Lee （页面存档备份，存于）
- Bars of an Astroid （页面存档备份，存于） by Sándor Kabai, The Wolfram Demonstrations Project.